# Power House Mechanic

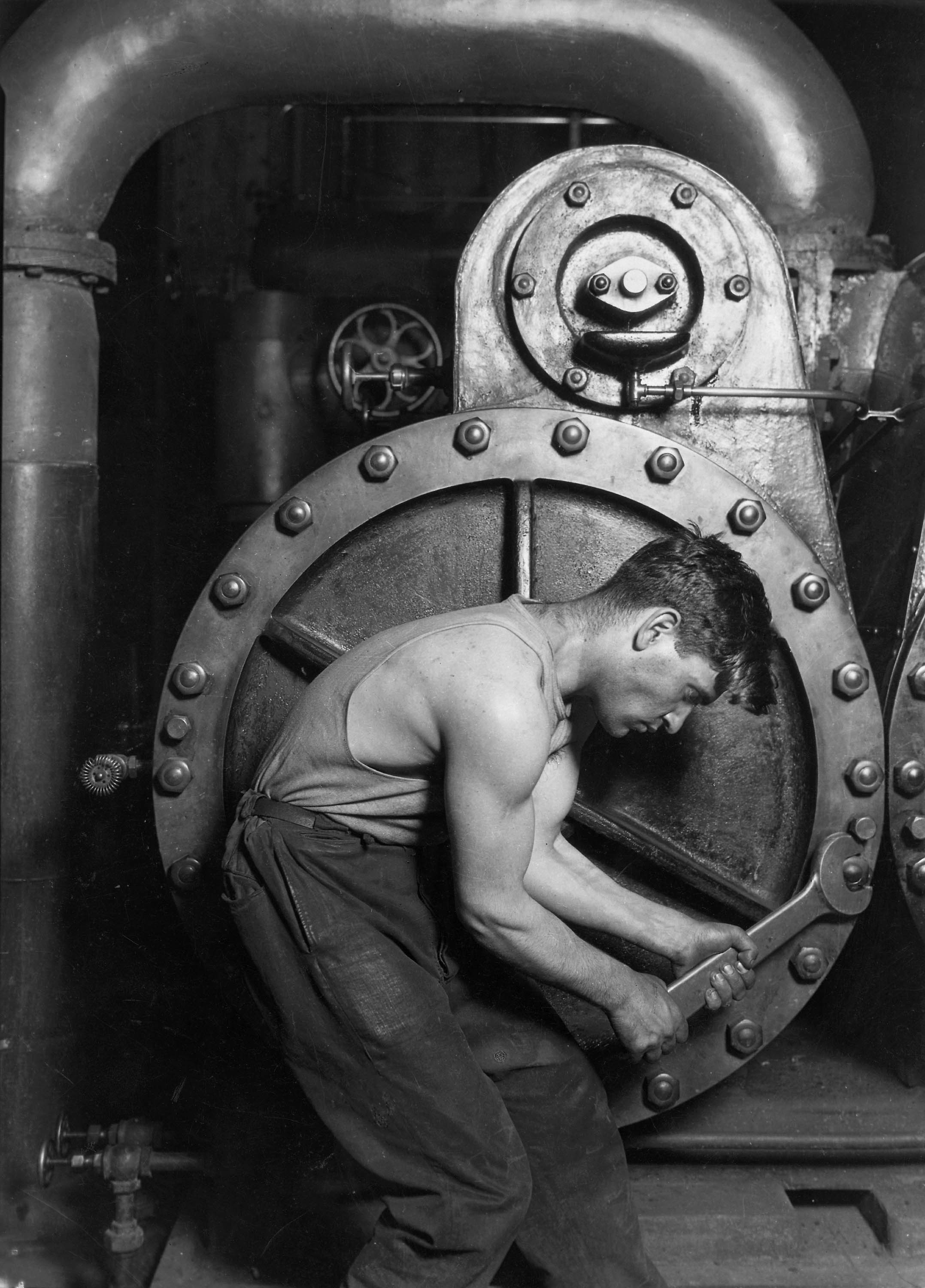
Lewis Hine: Power House Mechanic (zselatinos ezüst, 1920 v. 1921)

A Power House Mechanic (1920 v. 1921) Lewis Hine amerikai fotográfus legismertebb felvétele, mely az amerikai munkásosztály ikonját testesíti meg.

## Története
A gyermekmunkásokról készített portréi mellett, Hine legismertebb fényképei között tartják számon a fenti fényképet, melyen egy izmos munkás látható, aki egy üzemben a gőzturbina egyik csavarját szorítja meg csavarkulcsával. Trikót és nadrágot visel, frizurája ápolt. Ruházata arról árulkodik, hogy valószínűleg nagy melegben dolgozhatott. A munkás testtartása erőt és koncentrációt sugároz.
A fényképet Hine egy munkásokat bemutató fotósorozat részeként készítette a Pennsylvania Railroad System vállalatnál. A kép készítésének időpontjáról nincs pontos információ. Bár a legtöbb forrás a felvétel készítését 1920 elejére datálja, mégis a legvalószínűbb, hogy egy évvel később, 1921-ben készülhetett. A felvétel több különböző címmel ismert: Mechanic at Steam Pump in Electric Power House; Power house mechanic working on steam pump; Man with Wrench vagy Steamfitter. Ennek oka az, hogy Hine a fotóról készült nyomatokat különböző képaláírásokkal látta el.

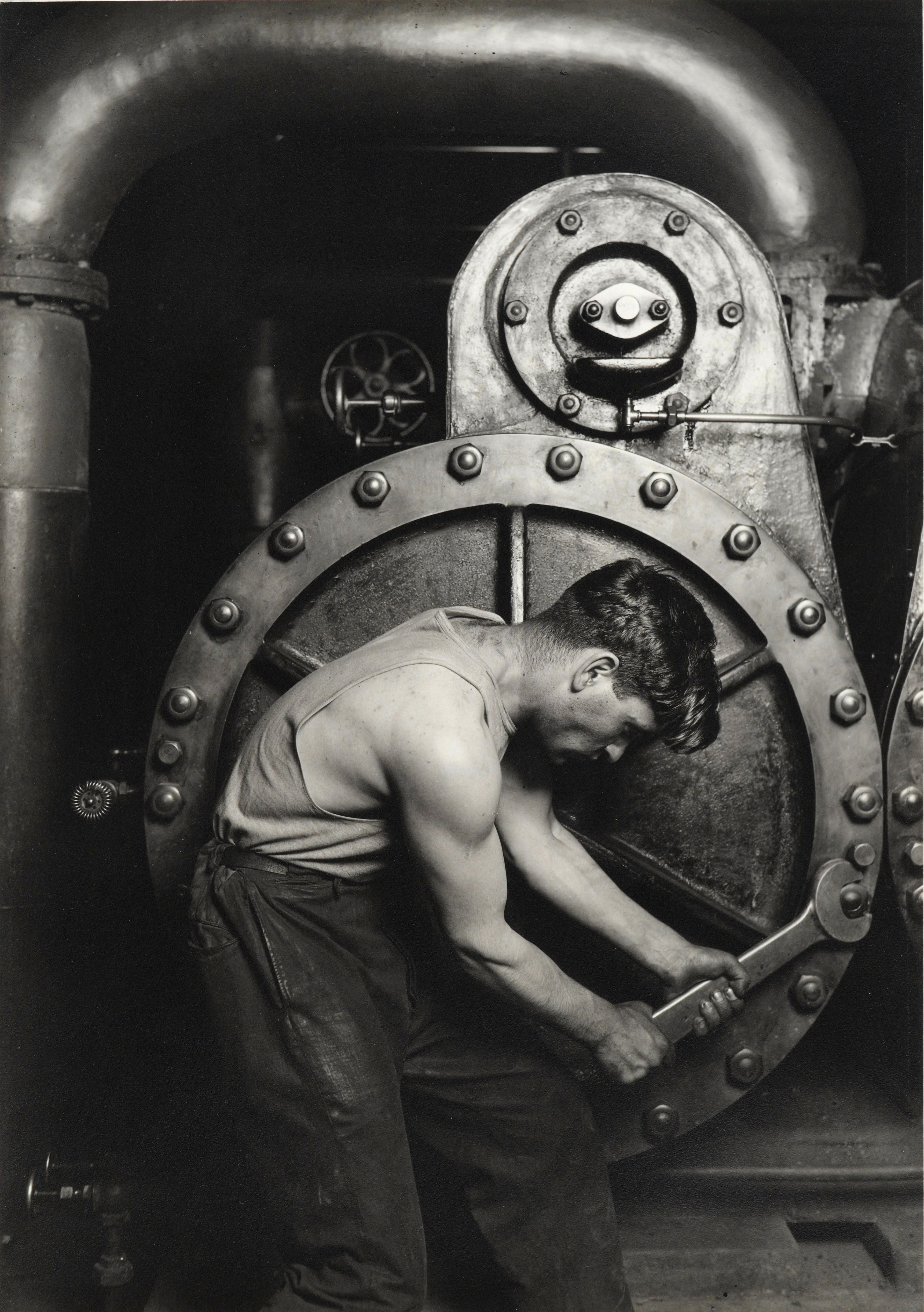
Egy másik kép a sorozatból

Hine nem munka közben kapta lencsevégre a munkást, hanem több beállított fotót készített. Különböző testtartásokat fényképezett, hogy megtalálja a megfelelő kompozíciót. Az egyik változaton például nem a beállítással volt gond, hanem a munkás slicce nem volt begombolva.
A rochesteri George Eastman House Hine fotósorozatának több darabjával és híres fotójának számos változatával rendelkezik. A fényképek a beállítás mellett a képhez fűzött leírás, a fotópapír, a formátum vagy a hátoldali pecsét tekintetében különbözőek. Található köztük olyan felvétel is, melyen ugyanezen turbina előtt egy másik munkás áll csavarkulccsal a kezében.
1921. júniusában a The Survey magazin főszerkesztőjének Paul Kelloggnak írt levelében lelkesedéssel számolt be a pennsylvaniai munkásokat bemutató fotósorozatáról. A „legjobb dolog, amit valaha is csináltam” – írta Hine. A gőzgépnél készült fotósorozat egyik darabja 1921. december 31-én Hine 13 másik felvételével együtt a The Survey magazinban jelent meg Hine Power Makers címmel.